# Branko Ivanković (Komponist)
Branko Ivanković (* 31. Oktober 1968 in Zagreb, Kroatien) ist ein kroatischer Komponist, Dirigent, Musiker, Arrangeur und Musikproduzent. Er ist der jüngere Zwillingsbruder des Ethnologen und Folkloristen Ivica Ivanković.

## Leben
Nach Abschluss der Grundschule sowie einer primären und sekundären Ausbildung an der Zagreber Musikschule Vatroslav Lisinski studierte Branko Ivanković Komposition an der Zagreber Musikakademie. Die Grundlagen der Kunst des Komponierens lernte er bei Stanko Horvat, danach besuchte er den Unterricht von Marko Ruždjak und Frano Parać. Er lernte das Dirigieren im Privatunterricht bei Ino Perišić in Zagreb, dann als Stipendist der Lovro und Lilly Matačić Stiftung an der ehemaligen Hochschule für Musik und darstellende Kunst Wien (heute Universität für Musik und darstellende Kunst Wien), im Unterricht von Uroš Lajovic und Günther Theuring. Er beendete 2010 sein Bachelor-Studium der Komposition an der Zagreber Musikakademie als Schüler von Frano Parać.
Zusammen mit seinem Kollegen Antun Tomislav Šaban und dem Violinisten Božidar Ljubin war er 1994 der Initiator der Wiedereinsetzung des Zagreber Kammerorchesters (bei der Kroatischen Komponistengesellschaft), mit dem er mehrere erfolgreiche Konzerte hatte.
Als Komponist, Arrangeur und Dirigent hat er mit vielen Amateur- und Profi-Folkloreensembles im In- und Ausland zusammengearbeitet, unter anderem mit dem kroatischen Volkstanz-Ensemble LADO, dem studentischen Kultur- und Kunstverein »Ivan Goran Kovačić« aus Zagreb, der Zagreber Volkstanzgruppe des Dr. Ivan Ivančan,  den Kultur- und Kunstvereinen »Jedinstvo« und »Brodosplit« aus Split, dem Folkloreensemble »Matija Gubec«, der Folkloretruppe »Vuga« und der Tambura-Band »Grofovi« aus Karlovac, dem Tambura-Orchester »Campanera« aus Đakovo, dem Folkloreensemble »Štokavci« aus Schachendorf im Burgenland, dem Frauenchor »Jele« und dem Tambura-Orchester »Kardinal Stepinac« aus Vancouver, dem Wiener Jeunesse-Chor, dem Gemischten Chor des Kroatischen Rundfunks, dem Symphonischen Blasorchester der Kroatischen Armee usw.
Zwischen 2002 und 2005 war er der Dirigent des gemischten Chores an der Zagreber Musikschule Vatroslav Lisinski, wo er gelegentlich auch Musiktheorie unterrichtete.
Von Februar 2007 bis November 2010 arbeitete er als freier Mitarbeiter in der Phono-Abteilung der musikalischen Dokumentation des Kroatischen Hörfunks, wo er Phonomaterial digitalisierte, Musik bearbeitete und Daten über Urheber und Musikinterpreten verarbeitete für die Redaktion für Unterhaltungs- und Volksmusik. Von Oktober 2012 bis Ende September 2016 war er der Autor und Redakteur des Zyklus »Amateur-Musik und -Schaffen« des 1. Programms des Kroatischen Hörfunks.  Gelegentlich arbeitet er als Musikproduzent für Studio- und Konzertaufnahmen für die Bedürfnisse von Hör- und Fernsehprogramm und die Produktion von Daueraufzeichnungen für die Phonothek des Kroatischen Hörfunks (z. B. das Akkordeonorchester »Ivan Goran Kovačić« aus Zagreb, das Tambura-Orchester »Dragutin Domjanić« aus Adamovec, die Gesangsgruppe »Arete« aus Konjščina, das Blasorchester »Rozga« usw.).
Als vielseitiger Musiker – Pianist, Keyboarder, Akkordeonist, Bassgitarrist und Tambura-Spieler sowie als Spieler vieler traditioneller folkloristischer Musikinstrumente wie des Dudelsacks Dude, der Sackpfeife Gajda, des Holzblasinstruments Diple, des Streichinstruments Tamburica samica, des Chordophons Šargija, der gestrichenen Schalenhalslaute Lijerica, der Gefäßflöte Okarina, der Flöte Žveglica, der Klarinette Diplica und des Doppelrohrblattinstruments Sopila – ist er in verschiedenen Musikgenres aktiv, vor allem in der klassischen Musik und der Unterhaltungs- und Volksmusik. Er ist Mitglied des Kroatischen Verbandes der Musiktheoretiker, der Kroatischen Musikunion und Matica hrvatska, er schreibt Bücher über Musik und übersetzt Fachliteratur.

## Werke (Auswahl)

### Kompositionen
- Preludij (Präludium) für Klavier (1988)
- Nokturno (Notturno) für Klavier (1988)
- Pet minijatura (Fünf Miniaturen) für Klavier (1988)
- Mala suita (Kleine Suite) für Klavier (1989)
- Scherzo für Klavier (1989)
- Žabe (Frösche) für Kinderchor (1990, Verse: Oton Župančič)
- Jesen (Herbst) für Kinder- oder Frauenchor und Klavier (1990, Verse: Dobriša Cesarić)
- Tri meditacije (Drei Meditationen) für Frauenchor (1990, Verse: Mak Dizdar)
- San u kamenu (Ein Traum im Stein) für Frauenchor und Klavier (1990, Verse: Jure Kaštelan)
- Pet bagatela (Fünf Bagatellen) für Violine und Violoncello (1991)
- Introdukcija i Scherzo (Introduktion und Scherzo) für Streichorchester (1991)
- Per varios casus... für Streichquartett (1992)
- Ricordanza für Violine und Klavier (1993)
- V vodi sanje... (Wasserträume...), zwei Lieder für Alt-Stimme, Querflöte, Fagott und Klavier (1993, Verse: Nikola Pavić)
- Ave Maria für gemischten Chor (1994)
- Quodlibet für Blechbläserquintett und Orgel oder Klavier (1994/1995, revidiert 2010)[20]
- Salve Regina für Frauenchor (1995)
- Pater noster für gemischten Chor (1997)

### Musikalische Arrangements
- Žetva u Kupljenovu (Getreideernte in Kupljenovo), Erntebrauch, Volkslieder und Tänze aus Kupljenovo – Choreografie: Ivica Ivanković (1987)
- Idem kolu, makar ne igrala (Ich gehe zum Kolo, auch wenn ich vielleicht nicht tanzen werde), Volkslieder und Tänze aus Gespanschaft Brod-Posavina – Choreografie: Ivica Ivanković (1988)
- Kresnice (Sonnenwendsängerinnen), Johannisfest-Volksbrauch, Lieder und Tänze aus Jastrebarsko-Gebirge – Choreografie: Ivica Ivanković (1988)
- Oro se vie, Volkslieder und Tänze aus Povardarie (Vardartal) – Choreografie: Ivica Ivanković (1989)
- Vlaške igre (Walachen-Tänze) – Choreografie: Desanka Đorđević (1989)
- Šanti Juraj vu zelenju, Volksbrauch zum Georgstag aus Hrvatsko zagorje – Choreografie: Ivica Ivanković (1989)
- Mi smo djeca vesela (Wir sind fröhliche Kinder), Kinderspiele und Kinderlieder aus Slawonien – Choreografie: Silvija Jurković (1992)
- Otočke kraljice (Königinnen aus Otok) – Jungmädchen Umzug durchs Dorf zu Pfingsten, Choreografie: Ivica Ivanković (1993, revidiert 2002)
- Korčulanski bali, Tänze der Insel Korčula – Choreografie: Ivica Ivanković (1993, revidiert 2010)
- Podvelebitskim kanalom (Durch den Velebit-Kanal) – Choreografie: Andrija Ivančan (1993)
- Žena ide na gosti, Volkslieder und Tänze aus Podravina – Choreografie: Ivica Ivanković (1994)
- Bog poživi kuće gospodara ( Möge Gott dem Hausherrn ein langes Leben geben), Volkslieder und Tänze aus Draganić – Choreografie: Ivica Ivanković (1995)
- Ljubljeni svatovi (Liebe Hochzeitsgäste), Hochzeitsbrauch aus dem Südburgenland – Choreografie: Josef Jugovits (1996)
- Žetva (Getreideernte), Erntebrauch aus dem Südburgenland – Choreografie: Josef Jugovits (1998)
- Vazmeni tanci, Osterbrauch aus dem Südburgenland – Choreografie: Josef Jugovits (2000)
- Četarski fašnjaki, Faschingsbrauch aus dem Südburgenland – Choreografie: Ivica Ivanković (2002)
- Orchestrierung der Komposition Svrši stopi moje von Krsto Odak für gemischten Chor und sinfonisches Blasorchester (2003)
- Kordunaške uspomene (Kordun-Erinnerungen), Volkslieder und Tänze aus Kordun – Choreografie: Ivica Ivanković (2006)
- Goranski bal, Volkslieder und Tänze aus Gorski kotar – Choreografie: Ivica Ivanković (2007)
- Tajnovitom Bilogorom (Durch die geheimnisvolle Bilogora), Volkslieder und Tänze aus der Bilogora-Region – Choreografie: Ivica Ivanković (2010, revidiert 2014)

### Professionelle Korrekturen, Übersetzungen, Transkriptionen und Musiknotationen
1. Petrović, Tihomir: Nauk o glazbi, Zagreb: HDGT, 2005. ISMN M-9005242-2-5[21]
2. Eggebrecht, Hans Heinrich: Bachovo „Umijeće fuge“. Pojava i tumačenje, Zagreb: HDGT, 2005. ISMN M-90055242-1-8[22][23]
3. Petrović, Tihomir: Nauk o kontrapunktu, Zagreb: HDGT, 2006. ISBN 953-98095-1-7[24]
4. Kunze, Stefan: Wolfgang Amadeus Mozart: Simfonija u g-molu, KV 550, Zagreb: HDGT, 2006. ISBN 953-98095-3-3[25]
5. Prautzsch, Ludwig: Ovime stupam pred Prijestolje tvoje. Figure i simboli u posljednjim djelima Johanna Sebastiana Bacha, Zagreb: HDGT, 2007. ISBN 978-953-98095-6-8
6. Jakolić, Božica & Horvat, Jasna (ur.): Donjosutlanski govor i običaji. Zbornik kajkavske ikavice, Zagreb: Školska knjiga, 2007. ISBN 978-953-95782-0-4
7. Ivanković, Ivica: Kupljenski spomenar – 1. diel – Tanci i popievke, Kupljenovo: KUD »Kupljenovo« / Zagreb: FoMa, 2012. ISBN 978-953-6878-21-5
8. Balaskovics, Melanie & Subosits, Ronald: Iz štokavskoga vrtljaca... gradišćanskohrvatske narodne jačke iz štokavske krajine okolo Čajte, Schachendorf: VA »Štokavke« / Oberschützen: Burgenländisches Volksliedwerk, 2013. ISBN 978-3-200-03356-6[26]

## Diskografie (Auswahl)
- Audiokassette Zorja je, zorja..., Folklore Ensemble SKUD »Ivan Goran Kovačić«, Zagreb, 1989.[7]
- CD Festival Međugorje: Klasična duhovna glazba, Ganga music, 1995.[27][28]
- CD Gradišće okolo Pinke – Folklore Ensemble »Štokavci«/Kroatische Volkslieder aus dem südlichen Burgenland, Schachendorf, 1997.[29]
- CD Je li se još kad spomeneš? – Folklore Ensemble »Štokavci«/Kroatische Volkslieder aus dem südlichen Burgenland, Schachendorf, 1999.[30]
- CD Danas spivaj ’se stvorenje – Folklore Ensemble »Štokavci«/Kroatische sakrale Volkslieder aus dem südlichen Burgenland, Schachendorf, 2001.[31]
- CD/DVD Polag Pinke – Folklore Ensemble »Štokavci«/Kroatische Volkstänze aus dem südlichen Burgenland, Schachendorf, 2003.[32]
- CD Svjetlo božićne noći – FD »Vuga«/Kroatische Weihnachtslieder, Croatia Records, 2008.[33]
- CD Božićni koncert – Ansambl LADO, Aquarius Records, 2010.[34]
- CD Hrvatsko biserje – FD »Vuga«/Die schönsten kroatischen Volkslieder, Croatia Records, 2012.[35]
- CD Iz kajkavskih krajeva, vol. 3 i 4 – Ansambl LADO, Aquarius Records, 2012.[36]
- CD Hrvatsko biserje 2 – FD »Vuga«/Die schönsten kroatischen Volkslieder, Croatia Records, 2014.[37]

## Auszeichnungen und Ehrungen
- 1994 – Rektorpreis der Universität Zagreb für die Kompositionen Ricordanza und V vodi sanje...
- 1994 – Erster Preis beim Internationalen Musikfestival Međugorje 94 für die Komposition Ave Maria[38]
- 1999 – Danksagung des Kroatischen nationalen Folkloreensambles LADO für den Beitrag zur Erhaltung des kroatischen Nationalerbes anlässlich des 50. Jubiläums des Ensembles
- 2000 – Ehrung beim Europäischen internationalen Musikwettbewerb IBLA Grand Prize in Italien[39]
- 2015 – Nominierung für den kroatischen Musikpreis Porin in der Kategorie für das beste Musikalbum der Folk- und Ethnomusik für das Album Hrvatsko biserje 2[40]